# Lijst van voetbalinterlands Luxemburg - Moldavië
Deze lijst van voetbalinterlands is een overzicht van alle officiële voetbalwedstrijden tussen de nationale teams van Luxemburg en Moldavië. De landen speelden tot op heden zes keer tegen elkaar. De eerste wedstrijd, een vriendschappelijke ontmoeting, werd gespeeld in Hesperange op 20 november 2003. Het laatste duel, een groepswedstrijd tijdens de UEFA Nations League 2018/19, vond plaats op 18 november 2018 in Chisinau.

## Wedstrijden
| № | Plaats     | Datum            | Competitie                  | Wedstrijd            | Uitslag |
| - | ---------- | ---------------- | --------------------------- | -------------------- | ------- |
| 1 | Hesperange | 20 november 2003 | Vriendschappelijk           | Luxemburg – Moldavië | 1 – 2   |
| 2 | Luxemburg  | 15 oktober 2008  | WK 2010 kwalificatie        | Luxemburg – Moldavië | 0 – 0   |
| 3 | Chisinau   | 5 september 2009 | WK 2010 kwalificatie        | Moldavië – Luxemburg | 0 – 0   |
| 4 | Luxemburg  | 9 juni 2015      | Vriendschappelijk           | Luxemburg − Moldavië | 0 − 0   |
| 5 | Luxemburg  | 8 september 2018 | UEFA Nations League 2018/19 | Luxemburg − Moldavië | 4 − 0   |
| 6 | Chisinau   | 18 november 2018 | UEFA Nations League 2018/19 | Moldavië − Luxemburg | 1 − 1   |

## Samenvatting
| Competitie          | Totaal gespeeld | Winst Luxemburg | Gelijk | Winst Moldavië | Doelsaldo Luxemburg – Moldavië |
| ------------------- | --------------- | --------------- | ------ | -------------- | ------------------------------ |
| WK-kwalificatie     | 2               | 0               | 2      | 0              | 0 − 0                          |
| UEFA Nations League | 2               | 1               | 1      | 0              | 5 − 1                          |
| Vriendschappelijk   | 2               | 0               | 1      | 1              | 1 − 2                          |
| Totaal              | 6               | 1               | 4      | 1              | 6 − 3                          |

## Details

### Eerste ontmoeting
| Vriendschappelijk (Hesperange, Luxemburg, 20 november 2003): |       |                                         |
| Luxemburg                                                    | 1 – 2 | Moldavië                                |
| Manou Schauls 77'                                            | goals | 19' Alexandru Golban 90+1' Serghei Dadu |

### Tweede ontmoeting
| WK 2010 kwalificatie (Luxemburg, Luxemburg, 15 oktober 2008): |       |          |
| Luxemburg                                                     | 0 – 0 | Moldavië |
|                                                               | goals |          |

### Derde ontmoeting
| WK 2010 kwalificatie (Chisinau, Moldavië, 5 september 2009): |       |           |
| Moldavië                                                     | 0 – 0 | Luxemburg |
|                                                              | goals |           |

### Vierde ontmoeting
| Vriendschappelijk (Luxemburg, Luxemburg, 9 juni 2015): |       |          |
| Luxemburg                                              | 0 – 0 | Moldavië |
|                                                        | goals |          |

FLF · A-internationals · Bondscoaches · Statistieken · Luxemburgs vrouwenelftal · Luxemburg U21 · Luxemburg U19 · Luxemburg U18 · Luxemburg U17 · Luxemburg U16
1911 – 1919 ·
1920 – 1929 ·
1930 – 1939 ·
1940 – 1949 ·
1950 – 1959 ·
1960 – 1969 ·
1970 – 1979 ·
1980 – 1989 ·
1990 – 1999 ·
2000 – 2009 ·
2010 – 2019 ·
2020 − 2029
OS 1920 · 
OS 1924 · 
OS 1928 · 
OS 1936 · 
OS 1948 · 
OS 1952
1911 · 
1912 · 
1913 · 
1914 · 
1915 · 1916 · 1917 · 1918 · 1919 · 
1920 · 
1921 · 1922 · 1923 · 
1924 · 
1925 · 1926 · 
1927 · 
1928 · 
1929 · 1930 · 1931 · 1932 · 1933 · 
1934 · 
1935 · 
1936 · 
1937 · 
1938 · 
1939 · 
1940 · 
1941 · 1942 · 1943 · 1944 · 
1945 · 
1946 · 
1947 · 
1948 · 
1949 · 
1950 · 
1952 · 
1952 · 
1953 · 
1954 · 
1955 · 
1956 · 
1957 · 
1958 · 
1959 · 
1960 · 
1961 · 
1962 · 
1963 · 
1964 · 
1965 · 
1966 · 
1967 · 
1968 · 
1969 · 
1970 · 
1971 · 
1972 · 
1973 · 
1974 · 
1975 · 
1976 · 
1977 · 
1978 · 
1979 · 
1980 · 
1981 · 
1982 · 
1983 · 
1984 · 
1985 · 
1986 · 
1987 · 
1988 · 
1989 · 
1990 · 
1991 · 
1992 · 
1993 · 
1994 · 
1995 · 
1996 · 
1997 · 
1998 · 
1999 · 
2000 · 
2001 · 
2002 · 
2003 · 
2004 · 
2005 · 
2006 · 
2007 · 
2008 · 
2009 · 
2010 · 
2011 · 
2012 · 
2013 · 
2014 · 
2015 ·
2016 ·
2017 ·
2018 ·
2019 ·
2020 ·
2021
Afghanistan ·
Albanië ·
Algerije ·
Armenië ·
Azerbeidzjan ·
België ·
Bosnië en Herzegovina ·
Brazilië ·
Bulgarije ·
Canada ·
Cyprus ·
DDR ·
Denemarken ·
(West-)Duitsland ·
Egypte ·
Engeland ·
Estland ·
Faeröer ·
Finland ·
Frankrijk ·
Gambia ·
Georgië ·
Griekenland ·
Hongarije ·
Ierland ·
IJsland ·
Israël ·
Italië ·
Japan ·
Joegoslavië ·
Kaapverdië ·
Kameroen ·
Kazachstan ·
Letland ·
Liechtenstein ·
Litouwen ·
Madagaskar ·
Malta ·
Marokko ·
Mexico ·
Moldavië ·
Montenegro ·
Myanmar ·
Nederland ·
Nigeria ·
Noord-Ierland ·
Noord-Macedonië ·
Noorwegen ·
Oekraïne ·
Oostenrijk ·
Polen ·
Portugal ·
Qatar ·
Roemenië ·
Rusland ·
San Marino ·
Saoedi-Arabië ·
Schotland ·
Senegal ·
Servië ·
Servië en Montenegro ·
Slovenië ·
Slowakije ·
Sovjet-Unie ·
Spanje ·
Thailand ·
Togo ·
Tsjechië ·
Tsjecho-Slowakije ·
Turkije ·
Uruguay ·
Verenigde Staten ·
Wales ·
Wit-Rusland ·
Zuid-Korea ·
Zweden ·
Zwitserland
FMF · A-internationals · Bondscoaches · Moldavisch vrouwenelftal · Moldavië U21 · Moldavië U20 · Moldavië U19 · Moldavië U18 · Moldavië U17 · Moldavië U16
1990 – 1999 ·
2000 – 2009 ·
2010 – 2019 ·
2020 − 2029
1991 · 1992 · 1993 · 1994 · 1995 · 1996 · 1997 · 1998 · 1999 · 2000 · 2001 · 2002 · 2003 · 2004 · 2005 · 2006 · 2007 · 2008 · 2009 · 2010 · 2011 · 2012 · 2013 · 2014 · 2015 · 2016 · 2017 · 2018 · 2019 · 2020 · 2021 · 2022 · 2023 · 2024
Albanië ·
Andorra ·
Armenië ·
Azerbeidzjan ·
Bosnië en Herzegovina ·
Bulgarije ·
Canada ·
Cyprus ·
Denemarken · 
Duitsland ·
El Salvador · 
Engeland ·
Estland ·
Faeröer ·
Finland ·
Frankrijk ·
Georgië ·
Gibraltar ·
Griekenland ·
Hongarije ·
Ierland ·
IJsland ·
Indonesië ·
Israël ·
Italië ·
Ivoorkust ·
Jordanië ·
Kaaimaneilanden ·
Kameroen ·
Kazachstan ·
Kirgizië ·
Kosovo ·
Kroatië ·
Letland ·
Liechtenstein ·
Litouwen ·
Luxemburg ·
Malta ·
Montenegro ·
Nederland ·
Noord-Ierland ·
Noord-Macedonië ·
Noorwegen ·
Oeganda ·
Oekraïne ·
Oostenrijk ·
Polen ·
Portugal ·
Qatar ·
Roemenië ·
Rusland ·
San Marino ·
Saoedi-Arabië ·
Schotland ·
Servië ·
Slovenië ·
Slowakije ·
Tsjechië ·
Turkije ·
Venezuela ·
Verenigde Arabische Emiraten ·
Verenigde Staten ·
Wales ·
Wit-Rusland ·
Zuid-Korea ·
Zweden ·
Zwitserland